# Суперкубок Гібралтару з футболу 2000
Суперкубок Гібралтару з футболу 2000 — 1-й розіграш турніру. Матч відбувся 7 жовтня 2000 року між чемпіоном Гібралтару Ґласіс Юнайтед та володарем кубка Гібралтару клубом Гібралтар Юнайтед.
| Володар Суперкубка Гібралтару 2000 |
| ---------------------------------- |
|                                    |
| Ґласіс Юнайтед Перший титул        |

## Матч

### Деталі
| 7 жовтня 2000 |

| Ґласіс Юнайтед | 2:2 пен. 6:5 | Гібралтар Юнайтед |
| -------------- | ------------ | ----------------- |
|                |              |                   |

| Вікторія, Гібралтар |